# Wody szczelinowe
Treść tego artykułu od 2021-03 należy opracować w taki sposób, aby nie uwypuklała nadmiernie polskiej specyfiki / aby nie zawężała się tylko do polskich warunków
 Po wyeliminowaniu niedoskonałości należy usunąć szablon [[Szablon:Dopracować|]] z tego artykułu.

Pośrednie zasilanie wód szczelinowych

Wody szczelinowe;
a)-zależność stanu zwierciadła wód szczelinowych od podstawy drenażu,
b)-kierunek ruchu wody szczelinowej dążącej do wypływu na powierzchnię

Wody szczelinowe występują w spękanych skałach osadowych, magmowych lub metamorficznych. Szczeliny mogą mieć różną genezę, różny kształt, wielkość i układ. Ilość wód szczelinowych jest uzależniona od gęstości szczelin. Gęsta i wzajemnie przecinającą się sieć szczelin sprzyja połączeniu wód w jeden system, chociaż zwierciadło wód szczelinowych nie ma ciągłego charakteru. Ruch wody w szczelinach odbywa 
się w zmiennym kierunku i z różną prędkością, zarówno pionowo, jak i poziomo. Jest on przyporządkowany tektonice i ciśnieniu hydrostatycznemu. 
Zasilanie wód szczelinowych może być bezpośrednie, gdy szczeliny dochodzą do powierzchni i woda opadowa może bezpośrednio spływać w ich głąb. Może to być zasilanie pośrednie, gdy szczeliny są przykryte utworami przepuszczalnymi, np. zwietrzeliną lub osadami piaszczystymi. Zwierciadło wód szczelinowych jest na ogół swobodne i nie wykazuje związku z ukształtowaniem powierzchni terenu.
Wody szczelinowe występują na różnych głębokościach:
- przypowierzchniowe
- gruntowe

głównie w szczelinach wietrzeniowych, szczelinowe wody wgłębne na ogół w szczelinach tektonicznych.
W wielu regionach w Polsce występują wody szczelinowe. Do najbardziej znanych regionów należą:
- Gmina Kozienice - należy do podregionu środkowomazowieckiego - występują tu wody w trzech poziomach wodonośnych. Oprócz trzeciorzędowego i czwartorzędowego występuje kredowy poziom wodonośny. W utworach kredowych występują wody podziemne, szczelinowe i szczelinowo-warstwowe o zwierciadle napiętym, nawiercanym na głębokości od 69, 4 m do 132 m pod powierzchnią terenu. Zwierciadło ich stabilizuje się na głębokości od 0, 0 m do 18,0 m.
- Duszniki-Zdrój – występują tu lecznicze źródła mineralne należące do typu źródeł szczelinowych. Wody wypływają ze skał metamorficznych (łupków łyszczykowych), zaś powulkaniczny dwutlenek węgla, który powstał w głębi ziemi nasyca wody podziemne pochodzenia opadowego, dzięki czemu mają one lepsze zdolności rozpuszczania skał. Stopień mineralizacji wynosi 1, 3 - 2, 5 g/dm³.
- Obszar Jeleniej Góry - należy do sudeckiego regionu hydrogeologicznego. Występują tu wody podziemne, szczelinowe w utworach krystalicznych (na głębokości od kilkunastu do kilkudziesięciu metrów). Płytsze stanowią zazwyczaj zwierciadło typu swobodnego, głębsze natomiast – zwierciadło typu naporowego. Wydajności ujęć czerpiących wody szczelinowe nie przekraczają zwykle kilku m³/h.